# Вольф, Хуго
Ху́го (Гу́го) Вольф (нем. Hugo Wolf; 13 марта 1860, Виндишгрец — 22 февраля 1903, Вена) — австрийский композитор и музыкальный критик.

## Биография
С четырёх лет обучался игре на фортепиано и скрипке у отца, в начальной школе изучал фортепиано и теорию музыки с Себастьяном Вайкслером. Его не интересовали никакие предметы, кроме музыки: из первой школы он был отчислен как «совершенно не отвечающий требованиям», из второй ушёл сам из-за трудностей с латынью, последнюю бросил после ссоры с преподавателем, помянувшим «проклятую музыку». Затем, к неудовольствию отца, поступил в Венскую консерваторию (1875—1877), однако был исключён за «нарушение дисциплины», хотя Вольф утверждал, что ушёл сам из-за царившего там консерватизма.
Проведя восемь месяцев в семье, Вольф вернулся в Вену, чтобы давать уроки музыки. Хотя его вспыльчивый темперамент не слишком подходил для преподавания, благодаря музыкальной одарённости и личному обаянию он привлёк к себе внимание. Поддержка покровителей позволяла ему жить сочинением музыки, а дочь одного из них, Валли (Валентина) Франк, его первая любовь, с которой у него был трёхлетний роман, вдохновляла его на сочинение. В период отношений с Франк в песнях Вольфа стали проявляться черты его зрелого стиля.
Вольф всю жизнь был склонен к депрессии и резким перепадам настроения. Незадолго до его 21-го дня рождения от него ушла Валли; совершенно подавленный, Вольф вернулся в родительский дом, хотя отношения с семьёй тоже не складывались: отец по-прежнему был убеждён в непутёвости сына. Краткое пребывание Вольфа на посту второго капельмейстера в Зальцбурге (1881—1882) только укрепило это мнение: он не обладал ни темпераментом, ни дирижёрской техникой, ни склонностью к подчёркнуто не-вагнеровскому репертуару. В течение года Вольф вернулся в Вену и продолжил давать уроки музыки в прежних обстоятельствах.
Глубоко повлияла на молодого композитора смерть Вагнера в феврале 1883. В последующие годы Вольф часто отчаивался по поводу своего будущего в мире, из которого ушёл его кумир, открывший бескрайний путь для последователей, но не указавший, как по нему идти. Это часто приводило к резким перепадам настроения, отчуждению от друзей и покровителей, хотя обаяние Вольфа помогало ему сохранить отношения с ними. Тем временем его песни привлекли внимание Ференца Листа, которого он очень высоко ценил. Лист, как и предыдущие учителя Вольфа, посоветовал ему обратиться к крупным формам; на этот раз Вольф последовал совету, написав симфоническую поэму «Пентесилея».
В 1884—1887 годах Вольф вёл музыкально-критическую колонку в газете «Венский салонный листок» (нем. Wiener Salonblatt). Он был беспощаден к произведениям, которые считал отвратительными; особенно доставалось от него Антону Рубинштейну. В то же время он пылко выступал в поддержку Листа, Шуберта и Шопена. За свою язвительность получил прозвище «Дикий Вольф» и нажил немало врагов. В эту пору Вольф почти не занимался композицией, а немногие его сочинения тех лет («Пентесилея», квартет ре минор) не удостаивались исполнения. Уйдя из газеты, Вольф вновь посвятил себя композиции; среди его сочинений 1887 года — «Итальянская серенада» для струнного квартета, считающаяся одним из лучших образцов его зрелого инструментального стиля. Через неделю после завершения «Серенады» Вольф узнал о смерти отца, повергшей его в глубокую депрессию.
1888—1889 годах оказались для Вольфа невероятно плодотворными. Он поехал в Перхтольсдорф в загородный дом своих друзей детства Вернеров, где в бешеном темпе создал цикл песен на стихи Мёрике. За коротким перерывом и переездом в загородный дом других друзей Вольфа — Экштайнов — последовали циклы на стихи Эйхендорфа и Гёте. В октябре 1889 была начата «Испанская книга песен». Вольф по достоинству оценивал эти циклы, считая их лучшими своими сочинениями на тот момент. К нему наконец пришло признание. Тенор Фердинанд Егер, присутствовавший на одном из первых исполнений цикла на стихи Мёрике, стал постоянно исполнять песни Вольфа в концертах. Произведения Вольфа удостоились отзывов в прессе, хотя и не всегда положительных: приверженцы Брамса, памятуя о беспощадных статьях Вольфа, не оставались в долгу при каждом удобном случае. Биограф Брамса Макс Кальбек высмеивал Вольфа за незрелую манеру письма и странные тональные эксперименты. Вагнеровская певица Амалия Матерна отменила свой концерт из произведений Вольфа под угрозой попадания в чёрный список критиков.

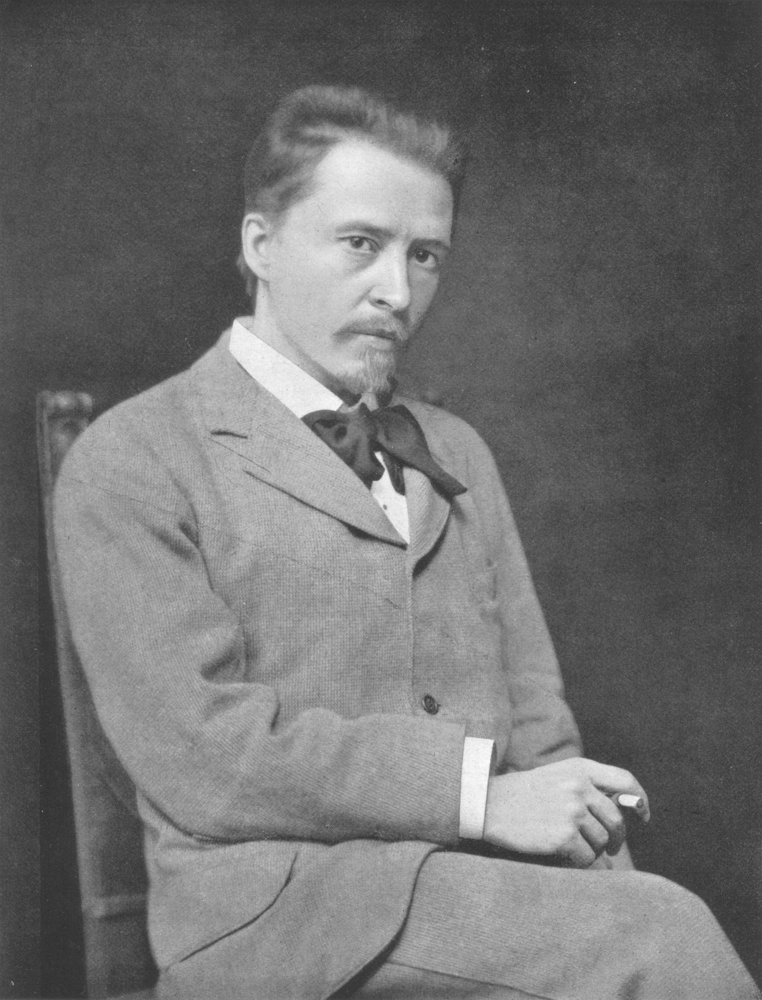
Вольф в 1902 году

В конце 1891 года, по завершении первой половины «Итальянской книги песен», физическое и психическое здоровье Вольфа снова пошло на спад; от истощения после нескольких плодотворных лет, усугублённого последствиями сифилиса и депрессивным характером, он вынужден был оставить композицию на несколько лет, что только ухудшало его депрессивное состояние. Его произведения продолжали исполняться в Австрии и Германии, их популярность росла; даже Брамс и критики, прежде поносившие Вольфа, начали отзываться о них положительно.
Ещё в 1890 году Вольф с отвращением отверг либретто оперы «Коррехидор» по новелле Педро Антонио де Аларкона «Треуголка», но позднее, будучи убеждён в необходимости написать оперу, перестал замечать недостатки либретто. В сюжете о любовном треугольнике Вольф мог увидеть собственную судьбу: у него несколько лет был роман с Мелани Кёхерт, женой его друга Генриха Кёхерта. Считается, что роман начался в 1884, когда Вольф ездил вместе с Кёхертами на отдых; хотя в 1893 году Генрих узнал о романе, он остался покровителем Вольфа и мужем Мелани. Опера была написана за девять месяцев и встречена с интересом, но музыка Вольфа не смогла компенсировать слабости либретто.
В 1896—1897 годах последовал новый всплеск творческой активности: в марте-апреле 1896 года Вольф завершил «Итальянскую книгу песен», в марте 1897 года написал три песни на стихи Микеланджело и начал работу над оперой «Мануэль Венегас».
Вскоре после концерта с Егером в феврале 1897 года Вольф впал в сифилитическое умопомрачение с очень редкими улучшениями. Отчаянные попытки завершить «Мануэля Венегаса» ни к чему не привели. Со второй половины 1899 года Вольф полностью утратил способность к композиции и однажды даже попытался утопиться, после чего по собственному настоянию был помещён в Венскую психиатрическую больницу. Мелани преданно посещала его до самого конца; мучимая изменой мужу, в 1906 году она покончила с собой.

## Творчество

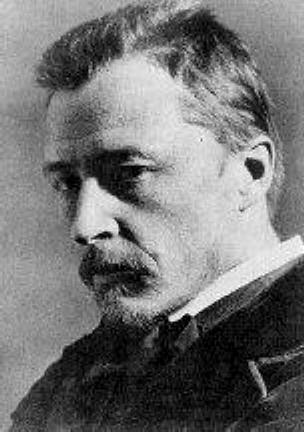
Хуго Вольф (1890-е годы)

Наибольшее влияние на Вольфа оказал Рихард Вагнер, который при встрече с Вольфом в Венской консерватории призвал его продолжать занятия композицией и попробовать свои силы в крупных формах, укрепив в нём желание подражать своему кумиру. Антипатия Вольфа к Иоганнесу Брамсу была в равной степени вызвана преданностью вагнеровскому радикализму и ненавистью к брамсовскому консерватизму.
В историю мировой музыки Вольф вошёл как один из крупнейших мастеров камерно-вокального жанра XIX века, развивший и подытоживший традиции венской песенной классики от Бетховена до Шуберта и Шумана. По сравнению с их творчеством в песенной просодии Вольфа резко возросло психическое напряжение и, как следствие, внимание к поэтическому слову, а также обострилась декламационная и интонационная выразительность. Называя свои произведения не песнями, не романсами, а «стихотворениями для голоса и фортепиано», Вольф уделял особо пристальное внимание выбору автора стихов. Он обращался чаще всего к поэзии таких близких по духу авторов, как Эдуард Мёрике, Иоганн Вольфганг Гёте, Йозеф фон Эйхендорф, Николаус Ленау, Готфрид Келлер, а также к немецким переводам Пауля Хейзе с итальянского и Э. Гейбеля с испанского.
В музыкальной агогике ради сохранения смысловых и синтаксических значений стиха Вольф часто отказывается от музыкальных периодов и симметрий, а также гармонической логики классического построения фразы. Характерной особенностью некоторых песен Вольфа является также перенесение основного тематически яркого материала в аккомпанемент, партию фортепиано, тогда как вокалист продолжает «бубнить» свой стих в состоянии как бы парализованной стрессом психики.
Начиная со «Стихотворений Э. Мёрике» характерным для творческого метода Вольфа становится объединение в рамках одного сборника большого числа разностилевых и разнохарактерных контрастных песен, связанных между собой только единством поэтического первоисточника, а также повторением музыкально-поэтических лейтмотивов (в манере опер Вагнера). Иногда единство связей также подкрепляется и угадывающейся сквозь собрание стихов сюжетной связью. Во многих песнях сказывается живой интерес Вольфа к современным ему тенденциям музыкального театра. Яркость «музыкальных декораций», краткая обрисовка психологического антуража, мгновенное введение в курс происходящих событий, а также характерность и выпуклость речевых интонаций невольно наводят на аналогии с диалогическими театральными песенками-сценками из зингшпилей или комических опер.

## Наследие

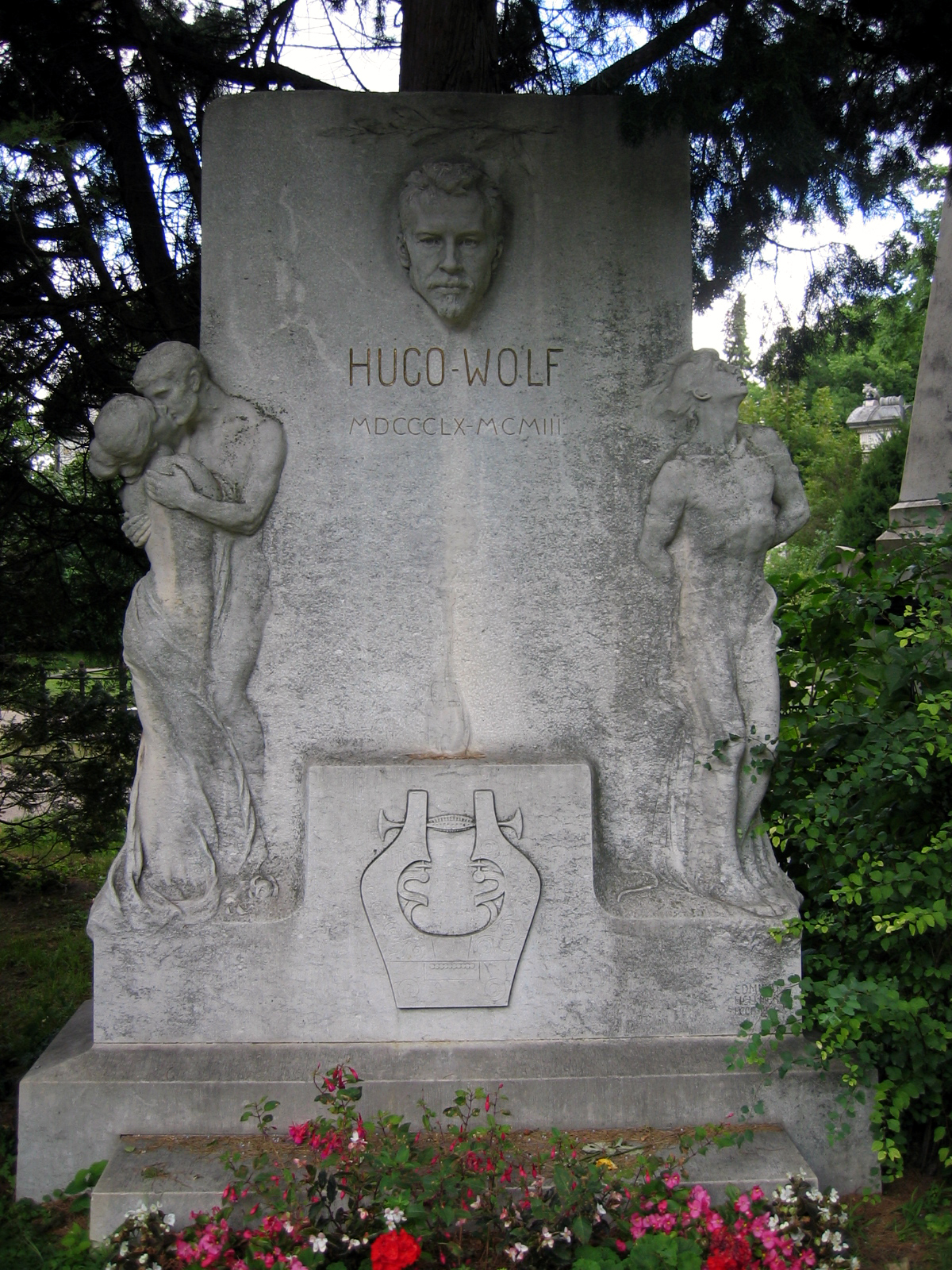
Могила Хуго Вольфа на Центральном кладбище Вены

Песни Вольфа исполнялись лучшими музыкантами мира (Дитрих Фишер-Дискау, Святослав Рихтер, Даниэль Баренбойм, Элизабет Шварцкопф, Зара Долуханова, Барбара Бонней, Йен Бостридж и др.).

## Интересные факты
- По материнской линии Вольф состоял в родстве с Гербертом фон Караяном.
- По свидетельству Т. Манна, некоторые черты биографии Вольфа использованы для образа заглавного героя романа «Доктор Фаустус» (см.: Манн Т. Собр. соч. Т. 9. М.: Госиздат, 1960. С. 210, 358).
- Изображен на австрийской почтовой марке 1953 г.
- В фильме «Малер» (Великобритания, 1974, режиссёр Кен Рассел) образ Хуго Вольфа воплотил Дэвид Коллингс[англ.].

## Сочинения (выборка)

### Песни для голоса и фортепиано
- Букет песен (Liederstrauß). 7 стихотворений из Книги песен Г. Гейне (1878, 1-е изд. 1927)

1. Sie haben heut Abend Gesellschaft
2. Ich stand in dunkeln Träumen
3. Das ist ein Brausen und Heulen
4. Aus meinen großen Schmerzen
5. Mir träumte von einem Königskind
6. Mein Liebchen wir saßen beisammen
7. Es blasen die blauen Husaren

- Песни на стихи Э. Мёрике (всего 53; 1888). Ряд песен Вольф аранжировал для голоса с оркестром (в списке отмечены звёздочкой)

1. Der Genesene an die Hoffnung / Выздоравливающий — к надежде
2. Der Knabe und das Immlein / Мальчик и пчёлка
3. Ein Stündlein wohl vor Tag
4. Jägerlied / Песня охотника
5. Der Tambour / Барабан
6. Er ist’s* / Вот он
7. Das verlassene Mägdlein / Покинутая девушка
8. Begegnung / Встреча
9. Nimmersatte Liebe / Ненасытная любовь
10. Fußreise / Пешеходная прогулка
11. An eine Aeolsharfe / К Эоловой арфе
12. Verborgenheit
13. Im Frühling / Весной
14. Agnes / Агнес
15. Auf einer Wanderung
16. Elfenlied / Песня эльфа
17. Der Gärtner / Садовник
18. Citronenfalter im April
19. Um Mitternacht / В полночь
20. Auf eine Christblume I
21. Auf eine Christblume II
22. Seufzer* / Вздохи
23. Auf ein altes Bild* / К старинной картине
24. In der Frühe* / На утренней заре
25. Schlafendes Jesuskind* / Спящий Младенец Иисус
26. Karwoche* / Страстная седмица
27. Zum neuen Jahr / В Новый год
28. Gebet* / Молитва
29. An den Schlaf* / Ко сну
30. Neue Liebe* / Новая любовь
31. Wo find' ich Trost* / Где найти мне утешенье
32. An die Geliebte / К возлюбленной
33. Peregrina I
34. Peregrina II
35. Frage und Antwort / Вопрос и ответ
36. Lebe wohl / Прощай
37. Heimweh / Тоска по родине
38. Lied vom Winde / Песня о ветре
39. Denk’ es, o Seele*
40. Der Jäger / Охотник
41. Rat einer Alten / Совет старухи
42. Erstes Liebeslied eines Mädchens / Первая любовная песнь девушки
43. Lied eines Verliebten / Песня влюблённого
44. Der Feuerreiter* / Огненный всадник
45. Nixe Binsefuß
46. Gesang Weylas* / Песня Вейлы
47. Die Geister am Mummelsee
48. Storchenbotschaft / Послание аиста
49. Zur Warnung / К предупреждению
50. Auftrag
51. Bei einer Trauung / Венчание
52. Selbstgeständnis / Признание
53. Abschied / Прощание

- Песни на стихи Й. Эйхендорфа (всего 20; 1887-88)
Der Freund, Der Musikant, Verschwiegene Liebe, Das Ständchen, Der Soldat I, Der Soldat II, Die Zigeunerin, Nachtzauber, Der Schreckenberger, Der Glücksritter, Lieber alles, Heimweh, Der Scholar, Der verzweifelte Liebhaber, Unfall, Liebesglück, Seemanns Abschied, Erwartung, Die Nacht, Waldmädchen
- Песни на стихи И. В. Гёте (всего 51; 1888-89)
Harfenspieler I, Harfenspieler II, Harfenspieler III, Spottlied (из «Вильгельма Мейстера»), Mignon I, Mignon II, Mignon III, Philine, Mignon, Der Sänger, Der Rattenfänger, Ritter Kurts Brautfahrt, Gutmann und Gutweib, Cophtisches Lied I, Cophtisches Lied II, Frech und froh I, Frech und froh II, Beherzigung, Prometheus, Ganymed, Grenzen der Menschheit, Epiphanias, Nepomuks Vorabend, Genialisch Treiben, Der Schäfer, Der neue Amadis, Blumengruß, Gleich und Gleich, Die Spröde, Die Bekehrte, Frühling über’s Jahr, Anakreons Grab, Dank des Paria, Königlich Gebet
Западно-восточный диван (из сб. "Buch des Sängers"): Phänomen, Erschaffen und Beleben
Западно-восточный диван (из сб. "Schenkenbuch"): Ob der Koran von Ewigkeit sei?, Trunken müssen wir alle sein!, So lang man nüchtern ist, Sie haben wegen der Trunkenheit, Was in der Schenke waren heute
Западно-восточный диван (из сб. "Buch Suleika"): Nicht Gelegenheit macht Diebe, Hoch beglückt in deiner Liebe, Als ich auf dem Euphrat schiffte, Dies zu deuten bin erbötig, Hätt ich irgend wohl Bedenken, Komm, Liebchen, komm, Wie sollt ich heiter bleiben, Wenn ich dein gedenke, Locken, haltet mich umfangen, Nimmer will ich dich verlieren; также в редакции для голоса с оркестром
- Испанские песни (Spanisches Liederbuch, 1889-90)
Духовные песни: Nun bin ich dein, Die du Gott gebarst, du Reine, Nun wandre, Maria, Die ihr schwebet, Führ mich, Kind nach Bethlehem, Ach, des Knaben Augen, Müh'voll komm' ich und beladen, Ach, wie lang die Seele schlummert!, Herr, was trägt der Boden hier, Wunden trägst du mein Geliebter
Светские песни: Klinge, klinge, mein Pandero, In dem Schatten meiner Locken*, Seltsam ist Juanas Weise, Treibe nur mit Lieben Spott, Auf dem grünen Balkon, Wenn du zu den Blumen gehst*, Wer sein holdes Lieb verloren*, Ich fuhr über Meer, Blindes Schauen, dunkle Leuchte, Eide, so die Liebe schwur, Herz, verzage nicht geschwind*, Sagt, seid Ihr es, feiner Herr, Mögen alle bösen Zungen, Köpfchen, Köpfchen, nicht gewimmert, Sagt ihm, daß er zu mir komme, Bitt’ ihn, o Mutter, Liebe mir im Busen zündet, Schmerzliche Wonnen, Trau' nicht der Liebe, Ach, im Maien war’s, Alle gingen, Herz, zur Ruh, Dereinst, dereinst, Gedanke mein, Tief im Herzen trag' ich Pein, Komm, o Tod, von Nacht umgeben, Ob auch finstre Blicke glitten, Bedeckt mich mit Blumen, Und schläfst du, mein Mädchen, Sie blasen zum Abmarsch, Weint nicht, ihr Äuglein!, Wer tat deinem Füsslein weh?, Deine Mutter, süsses Kind, Da nur Leid und Leidenschaft, Wehe der, die mir verstrickte meinen Geliebten!, Geh', Geliebter, geh’ jetzt!; также в редакции для голоса с оркестром
- Старинные напевы (Alte Weisen). 6 стихотворений Г. Келлера (1890)

1. Tretet ein, hoher Krieger
2. Singt mein Schatz wie ein Fink
3. Du milchjunger Knabe
4. Wandl' ich in dem Morgentau
5. Das Köhlerweib ist trunken
6. Wie glänzt der helle Mond

- Итальянские песни (Italienisches Liederbuch; часть I, 1890-91; часть II, 1896)
Часть I: Mir ward gesagt, du reisest in die Ferne, Ihr seid die Allerschönste, Gesegnet sei, durch den die Welt entstund, Selig ihr Blinden, Wer rief dich denn?, Der Mond hat eine schwere Klag' erhoben, Nun laß uns Frieden schließen, Daß doch gemalt all' deine Reize wären, Du denkst, mit einem Fädchen mich zu fangen, Mein Liebster ist so klein, Und willst du deinen Liebsten sterben sehen, Wie lange schon war immer mein Verlangen, Geselle, woll’n wir uns in Kutten hüllen, Nein, junger Herr!, Hoffärtig seid ihr, schönes Kind, Auch kleine Dinge können uns entzücken, Ein Ständchen Euch zu bringen, Ihr jungen Leute, Mein Liebster singt, Heb’ auf dein blondes Haupt, Wir haben beide lange Zeit geschiegen, Man sagt mir, deine Mutter woll' es nicht
Часть II: Ich esse nun mein Brot nicht trocken mehr, Mein Liebster hat zu Tische mich geladen, Ich ließ mir sagen, Schon streckt’ ich aus im Bett die müden Glieder, Du sagst mir, daß ich keine Fürstin sei, Laß sie nur gehn!, Wie viele Zeit verlor ich, Und steht Ihr früh am Morgen auf vom Bette, Wohl kenn' ich Euern Stand, Wie soll ich fröhlich sein?, O wär' dein Haus durchsichtig wie ein Glas, Sterb’ ich, so hüllt in Blumen meine Glieder, Gesegnet sei das Grün!, Wenn du mich mit den Augen streifst, Was soll der Zorn, mein Schatz?, Benedeit die sel'ge Mutter, Schweig einmal still!, Nicht länger kann ich singen, Wenn du, mein Liebster, steigst zum Himmel auf, Ich hab’ in Penna einen Liebsten wohnen, Heut’ Nacht erhob ich mich, O wüßtest du, wieviel ich deinetwegen, Verschling’ der Abgrund meines Liebsten Hütte, Was für ein Lied soll dir gesungen werden?
- Три стихотворения Микеланджело (1897)

1. Wohl denk’ ich oft
2. Alles endet, was entstehet
3. Fühlt meine Seele

### Прочие сочинения
- Струнный квартет (d-moll, 1884)
- Симфоническая поэма «Пентесилея» (по Г. фон Клейсту, 1885)
- Итальянская серенада (1887)
- Опера «Коррехидор» (пост. в 1896, Мангейм; 2-я ред. – 1898, Страсбург; ред. Г. Малера – 1904, Вена)
- Опера «Мануэль Венегас» (1896-97, не окончена)